# Bystrické podolie
Bystrické podolie je geomorfologický podcelek Zvolenské kotliny.

## Vymezení
Podcelek leží v severní a západní části Zvolenské kotliny, ohraničený z velké části korytem Hronu. Leží na jeho pravém (severním) břehu přibližně mezi Badínem, Banskou Bystricí a Lučatínem. Na jihovýchodě krátkým úsekem sousedí s Veporskými vrchy a jejich podcelkem Čierťaž, východním směrem navazuje Lopejská kotlina (podcelek Horehronského podolí) a na severovýchodě se dotýkají Nízke Tatry podcelkem Ďumbierske Tatry. Severní hranici vymezují Starohorské vrchy, západním směrem leží Malachovské predhorie, Flochovský chrbát a Turovské predhorie, které patří Kremnickým vrchům. Jižním směrem podolí navazuje na podcelky Zvolenské kotliny, jmenovitě Sliačska kotlina a Bystrická vrchovina.

## Chráněné území
Severní část podcelku je součástí ochranného pásma Národního parku Nízke Tatry. Na území podcelku leží několik maloplošných území:
- Malachovské skalky – chránený areál
- Jakub – chráněný areál
- Kopec – chráněný areál
- Brvnište – chráněný areál
- Tajovská kopa – přírodní památka
- Mackov bok – přírodní rezervace
- Ľupčiansky skalný hríb – přírodní rezervace
- Príboj – národní přírodní rezervace[2]

## Doprava
Okrajem území vede silnice I/66 na Brezno, která v Banské Bystrici kříží I/59 na Ružomberok. Údolím Hronu vede i železničná trať Banská Bystrica – Červená Skala, která se v Banské Bystrici připojuje na trať Zvolen – Vrútky.